# Phymatostetha dislocata
Phymatostetha dislocata är en insektsart som först beskrevs av Walker 1857.  Phymatostetha dislocata ingår i släktet Phymatostetha och familjen spottstritar. Inga underarter finns listade i Catalogue of Life.